# Пекейсола
Пекейсо́ла (рос. Пекейсола, марій. Пекесола) — присілок у складі Куженерського району Марій Ел, Росія. Входить до складу Тум'юмучаського сільського поселення.

## Населення
Населення — 60 осіб (2010; 73 у 2002).
Національний склад (станом на 2002 рік):
- марі — 100 %